# Дзгоева, Карина Тамерлановна
Карина Тамерлановна Дзгоева (род. 16 июля 1999) — российская футболистка, игрок в мини-футбол и пляжный футбол, полузащитница.

## Биография
Воспитанница северо-осетинского футбола (спортивный клуб «Динамо»), тренер — Сергей Хинчагов. В середине 2010-х годов перешла в азовскую «Дончанку», в её молодёжном составе в 2016 году стала победительницей зонального турнира второго дивизиона, а в 2017 году принимала участие в матчах первого дивизиона России.
В 2018 году перешла в команду «Мосполитех», в её составе выступала в турнирах по мини-футболу и пляжному футболу, а также в студенческих соревнованиях.
В начале 2019 года присоединилась к команде «Торпедо» (Ижевск). Дебютный матч в высшей лиге сыграла 14 апреля 2019 года против клуба «Рязань-ВДВ», заменив на 87-й минуте Алину Лихота. Всего в высшем дивизионе за половину сезона провела 7 матчей, во всех из которых выходила на замены, и уже во время летнего перерыва покинула команду.
Осенью 2019 года снова играла за «Мосполитех». Провела 5 матчей и забила 1 гол в рамках чемпионата России по пляжному футболу 2019 года. Кроме того, выступает за этот клуб в матчах высшего дивизиона чемпионата страны по мини-футболу, и за второй состав команды в первой лиге.